# Loudji
Loudji ist ein Dorf in der Landgemeinde Méhana in Niger.

## Geographie
Das von einem traditionellen Ortsvorsteher (chef traditionnel) geleitete Dorf befindet sich rund 14 Kilometer nordwestlich des Hauptorts Méhana der gleichnamigen Landgemeinde, die zum Departement Téra in der Region Tillabéri gehört. Zu den Siedlungen in der näheren Umgebung von Loudji zählen Amara im Nordwesten, Gangania im Norden und Kabia im Osten.
Loudji liegt in der Dünenzone im Westen Nigers. Es herrscht das Klima der Sahelzone vor, mit einer durchschnittlichen jährlichen Niederschlagshöhe zwischen 300 und 400 mm.

## Geschichte
Eine bewaffnete Gruppe auf Motorrädern griff am 29. Dezember 2023 die Orte Loudji und Amara an und tötete dabei elf Zivilisten. In der Grenzregion von Niger, Burkina Faso und Mali hatten Terrorgruppen, insbesondere des Islamischen Staates, bereits seit mehreren Jahren Anschläge verübt. Bei einem weiteren Angriff mutmaßlicher Dschihadisten auf die Siedlungen Loudji, Kabia und Wambila am 4. Februar 2024 starben neun Einwohner.

## Bevölkerung
Bei der Volkszählung 2012 hatte Loudji 1053 Einwohner, die in 122 Haushalten lebten. Bei der Volkszählung 2001 betrug die Einwohnerzahl 933 in 140 Haushalten.

## Wirtschaft und Infrastruktur
Mit einem Centre de Santé Intégré (CSI) ist ein Gesundheitszentrum im Ort vorhanden. Es gibt eine Schule. Durch Loudji verläuft die 49 Kilometer lange Route 645 zwischen dem Gemeindehauptort Méhana und dem Departementshauptort Bankilaré. Es handelt sich um eine einfache Piste.